# Сельское поселение «Село Челны»
Се́льское поселе́ние «Село Челны» — муниципальное образование в Хабаровском районе Хабаровского края Российской Федерации.
Административный центр — село Челны.

## История
Статус и границы сельского поселения установлены Законом Хабаровского края от 28 июля 2004 года № 208 «О наделении посёлковых, сельских муниципальных образований статусом городского, сельского поселения и об установлении их границ».

## Население
| 2010 | 2011 | 2012 | 2013 | 2014 | 2015 | 2016 |
| ---- | ---- | ---- | ---- | ---- | ---- | ---- |
| 97   | →97  | ↘91  | ↗93  | ↗94  | ↘90  | ↘85  |
| 2017 | 2018 | 2019 | 2020 | 2021 |      |      |
| →85  | ↘75  | ↘70  | ↘56  | ↗65  |      |      |

## Состав сельского поселения
| № | Населённый пункт | Тип населённого пункта       | Население |
| - | ---------------- | ---------------------------- | --------- |
| 1 | Челны            | село, административный центр | ↗65       |